# Kraftwerk Esbjerg
Das Kraftwerk Esbjerg war ein kohlebefeuertes Kraftwerk im Hafen von Esbjerg. Es wurde 1992 in Betrieb genommen und hatte eine elektrische Leistung von 378 Megawatt. Der Kamin des Kraftwerks Esbjerg ist mit 250,24 Metern Höhe der höchste Kamin in Dänemark. Seit 2004 verfügte das Kraftwerk Esbjerg über eine Entstickungsanlage.
Das Kraftwerk, das etwa die Hälfte der Fernwärmeenergie von Esbjerg deckte, sollte im Rahmen des Kohleausstiegs im April 2023 stillgelegt werden. Der Betrieb wurde bis Juni 2024 verlängert. Um die Versorgung der Stadt aufrechtzuerhalten, wurde eine Großwärmepumpe installiert, die Seewasser als Wärmequelle nutzt. Mit einer Wärmeleistung von 50 MW handelt es sich dabei um die bis dato weltweit größte Wärmepumpe mit Kohlenstoffdioxid als Kältemittel. Insgesamt soll die Anlage jährlich ca. 235 GWh Wärme liefern und zugleich die Dekarbonisierung der Energieversorgung durch Sektorenkopplung voranbringen, indem Strom von Windstrom für die Wärmeversorgung genutzt wird. Esbjerg hat sich zum Ziel gesetzt, bis 2030 klimaneutral zu sein. Da die Wärmepumpe flexibel betrieben werden kann, soll sie auch Ausgleichsenergie zum Kompensieren von Schwankungen im Stromnetz liefern.
Das Kraftwerk wurde am 31. August 2024 stillgelegt.